# 抬高房梁，木匠们；西摩：小传
《抬高房梁，木匠们；西摩：小传》（英語：Raise High the Roof Beam, Carpenters and Seymour: An Introduction）是杰罗姆·大卫·塞林格于1963年出版的中篇小说集，包括两部先前曾发表于《纽约客》杂志的小说：《抬高房梁，木匠们》（1955）和《西摩：小传》（1959）。根据《出版者周刊》的数据，它是当年第3畅销的小说。

## 《抬高房梁，木匠们》
《抬高房梁，木匠们》首次发表于1955年11月19日的《纽约客》杂志。
与塞林格其它小说类似，这篇小说讲述了格拉斯家族的故事。《木匠们》的叙述者是巴迪·格拉斯，格拉斯兄弟中的老二。小说讲述巴迪在1942年（二战时）离开军队来参加哥哥西摩与穆里尔的婚礼，但西摩却没有来，巴迪回忆了婚礼未成之后的一系列事件。这些事件为西摩1948年的自杀埋下了伏笔。塞林格借西摩及其他婚礼参与者之口描绘了西摩的形象。婚礼出席者包括与巴迪同坐一辆车的伴娘，她是个声音粗哑、身材魁梧的女人。车里的其他乘客还有伴娘的丈夫罗伯特、穆里尔父亲的聋哑人叔叔、以及一位中年妇女海伦·希尔斯本，他们在乘车的大部分时间里并不知道巴迪与西摩的关系。
车上伴娘不断批评西摩缺席婚礼，说穆里尔的妈妈雷亚是多么聪明，并发表她对西摩行为的看法。巴迪反驳这些恶语，显示出他与西摩的关系亲近。之后巴迪找到了西摩的日记，并把它藏起来以免别人看到。随后他走进浴室，阅读西摩所写的这些直白、未经修饰的文字。在塞林格下一部作品《哈普沃兹16，1924》中，巴迪声称这封信是“一字一句”摘抄的，以向读者保证它完全是西摩的想法，而不是他自己的创作。
故事标题来自西摩写在浴室镜上，留给妹妹波波·格拉斯的语句，巴迪在故事末尾发现了这一讯息。它出自《莎孚》残卷 LP 111：
抬高房梁，木匠们。像是阿瑞斯的新郎来了，他比高个子还高。

## 《西摩：小传》
《西摩：小传》于1959年发表于《纽约客》杂志，比《抬高房梁》晚四年。
这篇小说中，巴迪·格拉斯讲述大哥西摩的往事，此时西摩已于1948年自杀。与其他格拉斯家族小说类似，该书中也涉及了禅宗、俳句和吠檀多。它是一部半自传体小说，运用了意识流的技巧。

## 格拉斯家族
其它讲述格拉斯家族的故事还包括《弗兰妮与祖伊》、《威格利大叔在康涅狄格州》、《逮香蕉鱼的最佳日子》、《下到小船里》、《哈普沃兹16，1924》。